# ロイ・ヴィカーズ
ロイ・ヴィカーズ（Roy Vickers, 1888年 - 1965年7月22日）はイギリスの小説家。倒叙スタイルのミステリ短編「迷宮課」シリーズで知られる。

## 生涯
オックスフォード大学のブレーズノーズ・カレッジを出て法学院で法律を学び、週刊誌・月刊誌の編集者を務めながらゴーストライターとしてスリラー短編などを書き作家生活をスタートした。
1921年、"The Mystery of the Scented Death"でミステリ作家としてデビュー。1924年に女怪盗フィデリティ・ダヴを主人公とした短編集『フィデリティ・ダヴの大仕事』を出版。そして、1934年に「ピアスンズ・マガジン」にロンドン警視庁の架空の部署「迷宮課」を舞台とする短編「ゴムのラッパ」を発表。「迷宮課」シリーズはヴィカーズの代表作として書き続けられることとなる。
そのほか、様々な筆名を用いて作品を発表しており、1965年に亡くなるまで67の長編と8つの短編集を発表した。

## 著作（日本語訳があるもの）
- The Exploits of Fidelity Dove, 1924
  - 『フィデリティ・ダヴの大仕事』平山雄一訳（国書刊行会）
- The Department of Dead Ends, 1949
  - 『迷宮課事件簿』村上啓夫・他訳（ハヤカワ・ミステリ730）
  - 『迷宮課事件簿 [I]』吉田誠一／村上啓夫訳（ハヤカワ・ミステリ文庫）
- Murdering Mr. Velfrage, 1950
  - 『ヴェルフラージュ殺人事件』小倉多加志訳（ハヤカワ・ミステリ402）
- Murder Will Out, 1950
  - 『百万に一つの偶然』宇野利泰訳（ハヤカワ・ミステリ725）
  - 『百万に一つの偶然 ー迷宮課事件簿[II]ー』宇野利泰訳（ハヤカワ・ミステリ文庫）
- Eight Murders in the Suburbs, 1954
  - 『老女の深情け』村上啓夫・他訳（ハヤカワ・ミステリ734）
  - 『老女の深情け ー迷宮課事件簿[III]ー』宇野輝雄・他訳（ハヤカワ・ミステリ文庫）
- Double Image and other stories, 1955
  - 『罪なき者を捜せ』尾坂力訳（ハヤカワ・ミステリ1008）
- Seven Chose Murder, 1959
  - 『殺人を選んだ７人』井上一夫・他訳（ハヤカワ・ミステリ971）